# Prix Meurice pour l'art contemporain
Le prix Meurice pour l'art contemporain est né en 2008 sur les conseils de Bernard Zürcher, historien d'art et galeriste, auteur avec Karine Lisbonne de L'Art avec pertes ou profit. Il a été créé par la volonté de l'équipe artistique de l'hôtel Le Meurice.
Il récompense un jeune artiste (français ou non) et sa galerie, chacun se voyant décerner un prix d’une valeur de 10 000 €.
Le jury 2018/2019 était composé de 11 personnes, pour la plupart fidèles au projet depuis 2008 : Jean-Charles de Castelbajac, parrain du prix ; Morgan Courtois, artiste et lauréat du prix Meurice 2017-2018; Colette Barbier, directrice de la Fondation d'entreprise Ricard ; Nicolas Bos, président de Van Cleef & Arpels ; Nicolas Bourriaud, directeur du musée d’art contemporain de Montpellier La Panacée ; Philippe Dagen, écrivain et professeur d’histoire de l’art contemporain à l'université Paris-I Panthéon-Sorbonne ; Jennifer Flay, directrice de la FIAC ; Emma Lavigne, directrice du Centre Pompidou-Metz ; Jean de Loisy, président du Palais de Tokyo ; Henri Loyrette, conseiller d'État ; Maryvonne Pinault, collectionneuse ; Claire Moulène, curatrice au Palais de Tokyo et conseillère artistique ; Franka Holtmann, directeur général de l’hôtel Meurice.

## Prix 2018/2019

### Lauréate
- Anna Solal – New Galerie

### Nommés
- Bianca Bondi – Galerie 22m48
- Hoël Duret – TORRI
- Corentin Grossman – Galerie Art:Concept
- Ferdinand Kokou Makouvia – Galerie Anne de Villepoix
- Matthew Lutz-Kinoy – Galerie Freedmann-Fitzpatrick
- Yann Serandour – GB Agency
- Anna Solal – New Galerie

## Prix 2016

### Lauréate
- Lola Gonzàlez  – Galerie Marcelle Alix

### Nommés
- Katinka Bock – Galerie Jocelyn Wolff
- Julien Discrit – Galerie Anne-Sarah Bénichou
- Lola Gonzàlez – Galerie Marcelle Alix
- Angelica Mesiti – Galerie Allen
- Moussa Sarr – VNH Gallery
- Thu Van Tran – Galerie Meessen de Clercq

## Prix 2015

### Lauréat
- Saâdane Afif

### Nommés
- Saâdane Afif – Galerie Mehdi Chouakri
- Abdelkader Benchamma – Galerie du jour agnès b
- Julian Charrière – Galerie Bugada & Cargnel
- David Douard – Galerie Chantal Crousel
- Mimosa Echard – Galerie Samy Abraham
- Abraham Poincheval – Galerie Semiose

## Prix 2014

### Lauréat
- Mark Geffriaud

### Nommés
- Hicham Berrada – Galerie Kamel Mennour
- Mark Geffriaud – Galerie GB Agency
- Eloise Hawser – Galerie Balice Hertling
- Voluspa Jarpa – Galerie mor.charpentier
- Charlotte Moth – Galerie Marcelle Alix
- Enrique Ramírez – Galerie Michel Rein

## Prix 2013

### Lauréat
- Neil Beloufa

### Nommés
- Bertille Bak – Galerie Xippas
- Neil Beloufa – Galerie Balice Hertling
- Jonathan Binet – Galerie Gaudel de Stampa
- Chloé Maillet et Louise – Galerie Marcelle Alix
- Elsa Sahal – Galerie Claudine Papillon
- Ulla von Brandenburg – Galerie Art:Concept

## Prix 2012

### Lauréat
- Alexandre Singh

### Nommés
- Alexandre Singh – Galerie Art:Concept
- Nick Devereux – Galerie Bugada & Cargnel
- Mathilde Rosier– Galerie Raffaella Cortese
- Xavier Antin – Galerie Crèvecœur
- Baptiste Debombourg – Galerie Patricia Dorfmann
- Claire Adelfang – Galerie Thaddaeus Ropac
- Jean-Baptiste Bernadet – Galerie Torri
- Emmanuelle Lainé – Galerie Triple V

## Prix 2011

### Lauréat
- Mathieu Kleyebe Abonnenc

### Nommés
- Nicolas Moulin – Galerie Chez Valentin
- Louidgi Beltrame– Galerie Jousse Entreprise
- Fabien Giraud & Raphaël Siboni – Galerie Loevenbruck
- Émilie Pitoiset – Galerie Lucile Corty
- Mathieu Kleyebe Abonnenc – Galerie Marcelle Alix
- Didier Faustino – Galerie Michel Rein

## Prix 2010

### Lauréat
- Éric Baudart

### Déroulement
Les membres du jury ont dévoilé la liste des nommés le 3 mai 2010. Le nom du lauréat a été proclamé peu avant l’ouverture de la Fiac, le 11 octobre 2010.
Le projet Atmosphères d’Éric Baudart est fondé sur le principe d’un transfert de propriétés (prises au sens des propriétés « physiques »). Cinq objets distincts sont plongés dans des aquariums contenant de l’huile. Ce changement de milieu et l’apparition de forces tensio-actives qui en résultent créent les conditions d’un caisson d’observation pour une hypothétique expérience scientifique.
Trois de ces créations sont présentées à l’exposition personnelle d’Éric Baudart à la Fondation Ricard du 11 février au 26 mars 2011.

### Nommés
- Wilfrid Almendra – Galerie Bugada & Cargnel
- Éric Baudart – Galerie Chez Valentin
- Julien Berthier – Galerie Georges Philippe & Nathalie Vallois
- Dominique Blais – Galerie Xippas
- Ingrid Luche – Air de Paris
- Ariane Michel – Galerie Jousse Entreprise
- Thierry Mouillé – Galerie Claudine Papillon
- Bertrand Planes – Galerie JTM et New Galerie

### Jury
- Jean-Charles de Castelbajac, parrain du prix
- Marta Gili, directrice du musée du Jeu de Paume
- Henri Loyrette, président du musée du Louvre
- Jennifer Flay, directrice artistique de la FIAC
- Colette Barbier, directrice de la Fondation d'entreprise Ricard
- Marc-Olivier Wahler, directeur du palais de Tokyo
- Montserrat Aguer, directrice du Centre d’études daliniennes
- Philippe Dagen, écrivain et professeur à Paris-I
- Franka Holtmann, directeur général de l'hôtel Meurice
- Maryvonne Pinault, collectionneuse
- Anne Vogt-Bordure, directrice de la communication de l’hôtel Meurice, fondatrice et organisatrice du prix (non votante)
- Bernard Zürcher, directeur de galerie et conseiller du prix Meurice (non votant)

## Prix 2009

### Lauréat
- Renaud Auguste-Dormeuil

### Déroulement
Les membres du jury ont dévoilé la liste des nommés le 2 juin 2009. Le nom du lauréat a été proclamé peu avant l’ouverture de la FIAC, le 30 septembre 2009.
Le prix a permis à l’artiste de réaliser un « Blackout » en direct de la suite triplex au 54e étage du New York Palace dans la nuit du 4 au 5 mars 2010. Il s’agissait d’une performance permettant d’éteindre artificiellement les lumières de cette grande ville tout en apposant sur la surface vitrée de la fenêtre de l’hôtel des points noirs occultant chaque point lumineux. Ce « Blackout » réalisé à New York a ensuite été présenté à la galerie In Situ à Paris du 18 mars 2010 au 30 avril 2010.

### Nommés
- François Curlet – Air de Paris
- Gyan Panchal – Galerie Franck Elbaz
- Renaud Auguste-Dormeuil – Galerie In Situ
- Katinka Bock – Galerie Jocelyn Wolff
- Julien Prévieux – Galerie Jousse Entreprise
- Céleste Boursier-Mougenot – Galerie Xippas
- Loris Gréaud – Galerie Yvon Lambert

### Jury
- Jean-Charles de Castelbajac, parrain du prix
- Marta Gili, directrice du musée du Jeu de Paume
- Henri Loyrette, président du musée du Louvre
- Jennifer Flay, directrice artistique de la FIAC
- Colette Barbier, directrice de la Fondation d'entreprise Ricard
- Marc-Olivier Wahler, directeur du Palais de Tokyo
- Montse Aguer, directrice du Centre d’études daliniennes
- Philippe Dagen, écrivain et professeur à Paris-I
- Franka Holtmann, directeur général de l’hôtel Meurice
- Anne Vogt-Bordure, directrice de la communication de l’hôtel Meurice (non votante)
- Bernard Zürcher, conseiller du prix Meurice pour l'art contemporain (non votant)

## Prix 2008

### Lauréate
- Zoulikha Bouabdellah

### Déroulement
Les membres du jury ont dévoilé la liste des nommés le 9 juin 2008. Le nom de la lauréate a été proclamé peu avant la FIAC, le 13 octobre 2008. Le prix a permis la production d’une sculpture monumentale en résine laquée blanc et or, et une exposition à Art Dubai, Art Bruxelles, l'Austrian Cultural Forum, le MoCADA et le CIP à New York et enfin à Londres.

### Nommés
- Jean-Luc Verna – Air de Paris
- Franck Scurti – Galerie de Multiples
- Rainier Lericolais – Galerie Frank Elbaz
- Didier Marcel – Galerie Michel Rein
- Nicolas Buffe – Galerie Schirman & de Beaucé
- Zoulikha Bouabdellah – La B.A.N.K

### Jury
- Amanda Lear, artiste et marraine du prix
- Montse Aguer, directrice du Centre d’études daliniennes
- Henri Loyrette, président du musée du Louvre
- Fabrice Hergott, directeur du musée d'art moderne de la ville de Paris
- Colette Barbier, directrice de la Fondation d'entreprise Ricard
- Pierre Sterckx, écrivain et critique d’art
- Natacha Wolinski, écrivain et critique d’art
- Franka Holtmann, directeur général du Meurice